# Fred Schreiber
Fred Christian Schreiber (* 25. Mai 1970 in München) ist ein deutscher Radio- und Fernsehmacher, Autor, Sprecher und Sänger. Er lebt in Wien.

## Leben
Fred Schreiber begann seine Karriere in München bei Radio Gong 96,3 und setzte sie dann in Wien bei Ö3 und FM4 fort. Als „Stimme aus dem Off“ ist Schreiber das Aushängeschild der legendären ORF-Jugendsendung Sendung ohne Namen, die er gemeinsam mit David Schalko konzipierte. 2003 erhielt er für diese Sendung die Goldene Romy für die Beste Programmidee. Von 2007 bis 2014 fungierte er als Autor, Darsteller und Regisseur für die ORF-Produktion Willkommen Österreich. 2008 schrieb er das Drehbuch zur ORF-Fakedoku Das Wunder von Wien, die als beste Dokumentation 2009 mit der Goldenen Romy ausgezeichnet wurde.
Im Hörfunk moderierte Schreiber lange Jahre auf FM4 die Sendungen Update und Connected und sprach viele der dort eingesetzten Jingles. Außerdem ist seine Stimme in Hörfunk- und Fernsehwerbungen, Hörbüchern und Filmsynchronisierungen zu hören.
Fred Schreiber war außerdem Sänger und Songwriter der im Alternativ-Genre anzusiedelnden Band Die Falschen Freunde. Während des Bestehens der Band (Januar 2001 bis Januar 2005) wurden zwei Alben (Gästeliste 2001/2002 und Alles ist Pop 2004) veröffentlicht. Internationale Erfolge konnte er durch seine Zusammenarbeit mit dem italienischen DJ und Produzenten Nicola Conte verbuchen, welcher zwei Remixe des Die Falschen Freunde-Songs Dort anfertigte.
Fred Schreiber verfasste Kurzgeschichten, u.a für das 2010 erschienene Buch Wir sind gekommen, um zu bleiben, in der er die politische Situation Österreichs im Jahre 2020 als deutscher Gastarbeiter beschreibt. Außerdem für das Buch „Österreichatlas“ eine Kurzgeschichte über Millstatt im Mittelalter.
Im Jahr 2011 stieg er beim legendären Wiener Label Problembärrecords als Teilhaber ein, das unter anderem Musik von Wanda und Der Nino aus Wien veröffentlichte.
Im März 2011 erschien die Solo-Debüt-CD Fred Schreiber – Das große Komplott mit dem Song Größer als wir.
Im Jahr 2019 veröffentlichte er ein Swingalbum namens More than swing, bei dem er aktuelle Indierocksongs coverte.
Von 2014 bis 2016 arbeitete er als Programmdirektor für den Radiosender egoFM in München. Seit September 2019 ist er in gleicher Position wieder dort beschäftigt. egoFM erhielt seit dieser Zeit insgesamt dreimal den Deutschen Radiopreis in den Kategorien Beste Sendung, Beste Newcomerin und Bestes Informationsformat für die Fred Schreiber verantwortlich zeichnete. Zudem erhielt er persönlich den BLM Hörfunkpreis für Comedy & Unterhaltung für seine Serie „Die geheimen Tagebücher des Programmchefs“.

## Diskografie
Alben
- 2001: Gästeliste – Die Falschen Freunde
- 2004: Alles ist Pop – Die Falschen Freunde
- 2011: Das große Komplott – Fred Schreiber
- 2019: More than swing

Singles
- 2001: Falsche Freunde
- 2001: Zu Haus
- 2002: Dort
- 2003: Wien
- 2004: Alles ist Pop
- 2004: Ganz anders
- 2004: Wie sie schläft
- 2010: Größer als wir
- 2011: Dreieinhalb Minuten Rock ‘n‘ Roll
- 2018: Wien am Meer
- 2019: Wanna be in L.A.
- 2019: Are you gonna be my girl
- 2019: Bohemian like you

## Fernsehen
- 2002 bis 2013 Sendung ohne Namen, Drehbuch, Moderator
- 2008 Das Wunder von Wien, Drehbuch[14]
- 2007 bis 2012 Willkommen Österreich, Drehbuch, Darsteller, Regie
- 2015–2017 Amadeus Austrian Music Award, Drehbuch zur Show

## Auszeichnungen
- 2003: Goldene Romy für Sendung ohne Namen
- 2008: Goldene Romy für Das Wunder von Wien
- 2020: BLM Hörfunk Preis für Unterhaltung/Comedy